# Bandiera anteriore destra di Horqin
La bandiera anteriore destra di Horqin (科尔沁右翼前旗S, Kē'ěrqìn Yòuyì Qián QiP) è una bandiera della Cina, situata nella regione autonoma della Mongolia Interna e amministrata dalla lega di Xing'an.